# Damas chinas
Las damas chinas es un juego de mesa de estrategia de origen alemán para dos a seis jugadores. El juego es una variante moderna y simplificada del juego estadounidense halma.
El objetivo es ser el primero en mover todas las canicas hacia la esquina opuesto a la posición inicial, utilizando movimientos de un solo paso o movimientos que saltan sobre otras piezas. Si el juego es de más de dos jugadores, continúan el juego para establecer finalistas de su respectivo lugar.

## Historia

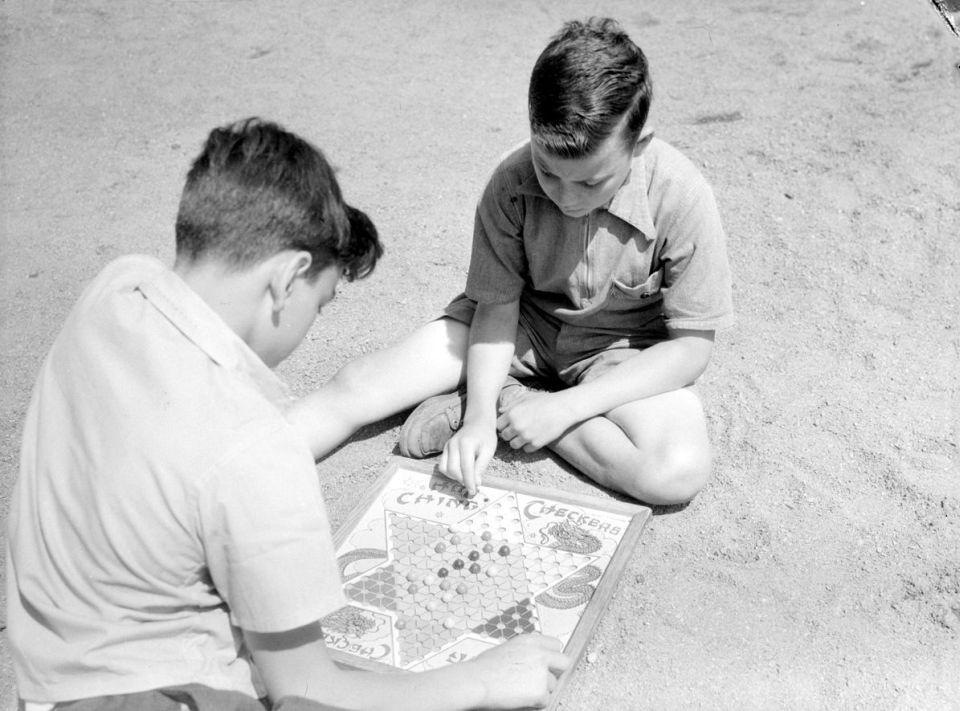
Dos niños jugando a las damas chinas.

El juego fue inventado en Alemania en 1892, con el nombre de Stern-Halma, ya que era una variante de un juego estadounidense anterior llamado Halma, salvo que el tablero tiene forma de estrella  (Stern en alemán).
El nombre "damas chinas" se originó en los Estados Unidos como un plan de marketing de Bill y Jack Pressman en 1928. El juego de la compañía Pressman se llamaba originalmente "damas Hop Ching".

## Reglon lonlonlon

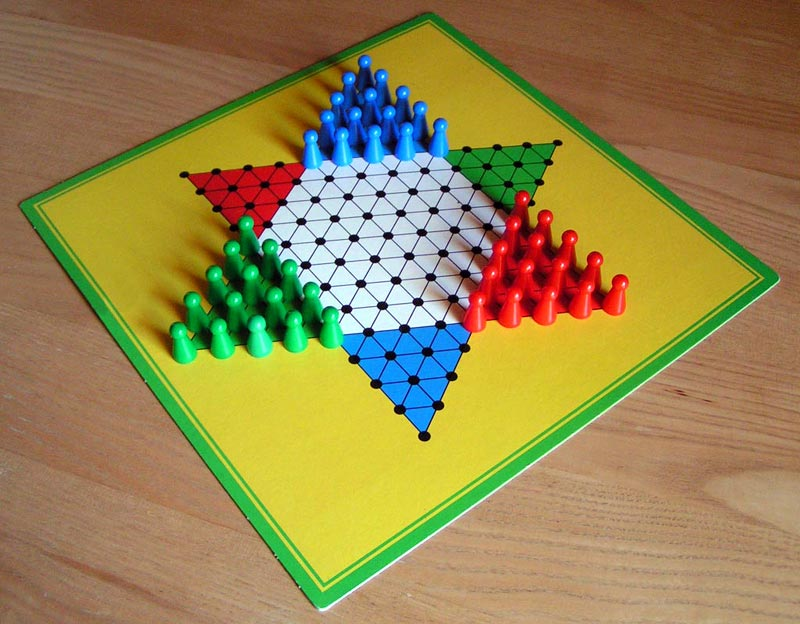
Tablero en la posición inicial para tres jugadores.

Se juega en un tablero con 121 casillas en forma de estrella de David, (de seis puntas). Cada una de estas casillas limita con las seis contiguas (salvo las situadas en los bordes del tablero, que limitan con dos, cuatro o cinco). Cada juego, equipo o color consta de diez fichas o piezas. Al empezar el juego, estas diez fichas de un mismo jugador están juntas, en uno de los triángulos que forman las puntas de la estrella. Cada juego de diez piezas tiene un color diferente o una característica que las distinga de las de otro jugador. Generalmente, las 121 posiciones del tablero tienen forma de agujeros en los que se encajan las piezas. Este diseño ayuda a dejar clara la regla de sólo puede haber una pieza por casilla.
El objetivo del juego es llevar desde una punta hasta el triángulo opuesto. Por ejemplo, el dibujo ASCII siguiente muestra una disposición inicial del juego para seis participantes, A, B y R. R debe mover sus fichas desde las casillas marcadas con la letra R hasta las que tienen la letra V'; N debe mover las suyas desde las señaladas con N hasta las marcadas con A; B desde las B' hasta las C; V de V a R, etc.
```
            R            
           R R           
          R R R          
         R R R R         
N N N N O O O O O C C C C 
 N N N O O O O O O C C C 
  N N O O O O O O O C C   
   N O O O O O O O O C   
    O O O O O O O O O    
   B O O O O O O O O A   
  B B O O O O O O O A A  
 B B B O O O O O O A A A 
B B B B O O O O O A A A A
         V V V V         
          V V V          
           V V           
            V            
```

### Movimientos permitidos
Como en el clásico juego de las damas, cada jugador sólo mueve una ficha por turno.

Un movimiento válido es:
- saltando una casilla adyacente ocupada por otra ficha (sea propia o sea de un contrario), y posándola en la casilla siguiente (en la misma dirección), si está libre.

Si el movimiento es de este segundo tipo (un salto), y conduce la ficha a una casilla contigua a otra ocupada, puede seguir moviendo la pieza con la que empezó. Así, en un solo turno, una ficha puede avanzar de una punta del tablero a otra si la situación es propicia.
A diferencia de las damas, no se comen piezas (las fichas sobre las que se ha saltado no se retiran del juego).

### Variantes según número de jugadores
Las estrategias que conviene emplear dependen de la distribución inicial de las fichas, y esta depende del número de jugadores.
No se puede usar un espacio el cual no sea tu objetivo final.

#### Con seis jugadores
Cada participante empieza con sus diez fichas en una de las puntas y su meta es la punta opuesta. Si hay una ficha del oponente que se encuentra en tu meta, tiene que quitarla ya que impide que el oponente termine el juego.

#### Con cinco jugadores
Una de las esquinas está libre desde el principio, lo que da ventaja al que empieza en la opuesta. Se suele dejar esta posición para el jugador más débil (un principiante o un niño).

#### Con cuatro jugadores
Se dejan libres dos esquinas para que los cuatro jugadores compitan en igualdad de condiciones, las cuales estando en sus casillas no pueden comer o quitar ficha, la parte del centro es libre las esquinas no.

#### Con tres jugadores
Cada participante puede manejar uno o dos juegos de fichas:
Con uno, debe mover sus fichas hasta una esquina vacía.
Con dos, debe mover cada uno de sus colores hacia la esquina donde tiene su otro juego.

#### Con dos jugadores
Cada participante maneja una esquina contraria de tal manera de que en el juego haya igualdad en los jugadores hasta que un jugador llegue al otro lado

### Otras variantes de juego que utilizan el tablero de damas chinas
La forma de juego descrita anteriormente es la variante original de lo que se llama a veces en inglés hop across.

#### Hop acrossrápido

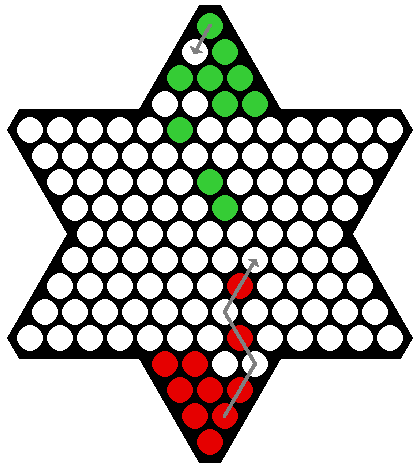
Salto sobre una pieza distante.

Existe una variante más rápida de este hop across, jugada sobre todo en Hong Kong. En ella, una pieza puede sobrepasar a otra que no esté en la casilla adyacente. Este paso consiste en saltar hasta una posición simétrica al otro lado de la ficha saltada. Por ejemplo, si hay dos casillas vacías entre la pieza que se mueve y la sobrepasada, la que se mueve acaba en la tercera casilla del otro lado, dejando dos vacías en medio.
No se permite pasar sobre dos casillas ocupadas en un mismo salto. Por tanto, en esta variante, agrupar las piezas para evitar el avance del adversario es aún más importante que en la original.

#### Capture
Hay otro juego, llamado capture en inglés, que se juega sobre el mismo tablero, pero en el que sí se «comen» piezas:
Las sesenta fichas se colocan en el hexágono de en medio, alrededor del agujero central, que queda vacío. Los jugadores, por turnos, pueden pasar cualquier pieza sobre otra adyacente. Cada jugador retira del tablero las piezas sobre las que ha movido otra (las «come» o las «captura») y las guarda en su depósito. Al principio del juego, las piezas están muy concentradas, por lo que solo se puede «capturar» una ficha por turno. Pero cuantas más piezas se vayan retirando, más espacios quedarán libres, permitiendo múltiples «capturas». Al final del juego, gana el que más piezas tenga en su depósito (el que más fichas haya «comido»).
Pueden participar dos o más jugadores, pero con más de seis, no todos tienen oportunidades parecidas.
La versión original de este juego solo permite avanzar una casilla (si la adyacente está vacía, permite desplazar).